# Kevin Quintero
Kevin Quintero (2018)
Kevin Santiago de Chile Quintero Chavarro (nascido em 28 de outubro de 1998) é um ciclista colombiano. Especializado nas provas de velocidade em pista, detém várias medalhas durante competições continentais no continente estadounidense. É condecorado sobretudo de ouro do keirin aos Jogos Pan-Americanos de 2019.

## Biografia
Em 2015, Kevin Quintero consegue a sua primeira medalha internacional que obtém a medalha de prata na o quilómetro durante os campeonatos Pan-Americanos juniores. No ano seguinte, sempre nos juniores, consegue quatro medalhas nos campeonatos Pan-Americanos, dois em ouro (sobre o quilómetro e em velocidade por equipas), uma de prata em velocidade e uma de bronze no keirin.
Em 2018, Quintero apanha a categoria elite. Nos Jogos Sul-Americanos, consegue com Fabián Puerta e Rubén Murillo, a velocidade por equipas, depois obtém o bronze em velocidade individual. Consegue várias medalhas às Jogos da América Central e das Caríbes e às campeonatos Pan-Americanos. Durante estes últimos, bate o recorde Pan-Americano do quilómetro durante a manga de qualificação, percorrendo a distância em 58 s 657. É batido no entanto em final pelo seu compatriota Santiago de Chile Ramírez. Depois, é campeão da Colômbia do quilómetro e de velocidade.
Durante os campeonatos Pan-Americanos de 2019, consegue dois títulos no quilómetro e o keirin e classifica-se terceiro do torneio de velocidade individual.

## Palmarés

### Campeonato de mundo
- Apeldoorn 2018
  - 11.º da velocidade por equipas (eliminado à volta qualificativa).[2]
- Pruszków 2019
  - 27.º do keirin.[3] (eliminado à repescagem da primeira volta[4].
  - 28.º da velocidade individual.[5] (eliminado em dezasseis-avos de final[6].
- Berlim 2020
  - 23.º do keirin.[7] (eliminado à repescagem da primeira volta[8].
  - 23.º da velocidade individual.[9] (eliminado em dezasseis-avos de final[10].

### Copa do mundo
- 2019-2020
  -     - 1.º do keirin em Brisbane

  - 2.º do keirin em Milton

### Jogos Pan-Americanos
- Lima 2019
  -  Medalha de ouro do keirin
  -  Medalha de ouro da velocidade por equipas
  -  Medalha de prata da velocidade individual

### Campeonatos Pan-Americanos
- 2015
  -  Medalha de prata do quilómetro juniores
- 2016
  -  Campeão Pan-Americano de velocidade por equipas juniores (com Jair Andrés Mojica e Juan Esteban Arenas)
  -  Campeão Pan-Americano do quilómetro juniores
  -  Medalha de prata da velocidade juniores
  -  Medalha de bronze do keirin juniores
- 2018
  -  Medalha de prata do quilómetro
  -  Medalha de prata da velocidade por equipas
  -  Medalha de bronze do keirin
  -  Medalha de bronze da velocidade
- 2019
  -  Medalha de ouro do quilómetro
  -  Medalha de ouro do keirin
  -  Medalha de bronze da velocidade

### Jogos da América Central e das Caríbes
- 2018
  -  Medalha de prata do quilómetro
  -  Medalha de bronze da velocidade
  -  Medalha de bronze da velocidade por equipas

### Jogos Sul-Americanos
- 2018
  -  Medalha de ouro da velocidade por equipas (com Fabián Puerta e Rubén Murillo)
  -  Medalha de bronze da velocidade

### Campeonatos nacionais
- Medellín 2016
  -  Medalha de bronze da velocidade por equipas (com Samir Cambindo e Cristian Tamayo).[11]
- Cali 2017
  -  Medalha de prata da velocidade por equipas (com Walter González e Jhonnier Hernández).[12]
  -  Medalha de bronze do keirin.[13]
- Cali 2018
  -  Medalha de ouro do quilómetro.[14]
  -  Medalha de ouro da velocidade individual.[15]
  -  Medalha de prata da velocidade por equipas (com Samir Cambindo e Jhonnier Hernández).[16]
- Cali 2019
  -  Medalha de ouro do keirin.[17]
  -  Medalha de ouro da velocidade individual.[18]
  -  Medalha de prata do quilómetro.[19]
  -  Medalha de prata da velocidade por equipas (com Cristian Tamayo e Samir Cambindo).[20]
- Jogos Nacionais Cali 2019
  -  Medalha de ouro do quilómetro dos XXI Jogos Desportivos Nacionais.[21]
  -  Medalha de ouro do keirin do XXI Jogos Desportivos Nacionais.[22]
  -  Medalha de ouro da velocidade individual dos XXI Jogos Desportivos Nacionais.[23]
  -  Medalha de bronze da velocidade por equipas dos XXI Jogos Desportivos Nacionais (com Cristian Tamayo e Samir Cambindo).[24]